# Franc Matej Zorn
Franc Matej Zorn plemeniti  Mildenheim, slovenski meliorator Ljubljanskega barja, * 29. september 1731, † 13. april 1790, Ljubljana.

## Življenje in delo
Franc Matej se je rodil v družini doktorja medicine in prava Leopolda Ignacija in Marije Katarine Mugerle plemenite Edelheim. Opravljal je službo upravitelja tobačne režije, predvsem pa se ukvarjal s poskusi na svojem posestvu Cornovše, ki je ležalo ob skrajnem zahodnem robu Ljubljanskega barja, veliko 215 oralov (vredno 35.000 goldinarjev). Zorn je prvi širokopotezni meliorator Barja. V začetku leta 1762 je prosil cesarico Marijo Terezijo za dovoljenje in dodelitev kompleksa zemljišč južno od Tržaške ceste, da bi jih na lastne stroške osušil in kultiviral. Kljub nasprotovanju okoliških zemljiških lastnikov je oboje dobil in od pozne pomladi 1762 do 1769 dal na svoji posesti izkopati jarek z odvodnimi kanali. Pri izkopih je delalo do 180 delavcev. Jarek, ki se še danes imenuje Cornovec, je potekal v glavnem vzporedno s Tržaško cesto in je segal približno od Loga do Brezovice in dalje do Ljubljanice. Zornov  poseg je prvo kultiviranje barskega močvirja, posestvo pa, na katerem je gojil poleg živine (do 20 volov, do 15 krav in drugo živino) ter pšenico, oves, koruzo, fižol in druge rastline je najstarejši osušeni in obdelani del Ljubljanskega barja. S pridelki je delal razne poskuse, na osušeni močvirski zemlji pa je kosil in žel tam, kjer prej ni bilo moč dobiti ničesar drugega kot kakšen voz stelje. Uspeh je vzpodbudil še druge,  med drugimi tudi opata samostana Bistra  k melioracijam in tudi sprožil kopanje Grubarjevega kanala (1773–1782).
Od 19. novembra 1763 je bil Zorn član kranjskih deželnih stanov. Za svoje delo je prejel okoli leta 1769 zlato medaljo, verjetno je z njegovim delom povezana tudi Zornova povzdignitev v viteški stan 26. januarja 1770. Umrl je precej zadolžen (29.800 goldinarjev).